# 4 Łużycka Brygada Saperów
4 Łużycka Brygada Saperów (4 BSap) – związek taktyczny wojsk inżynieryjno-saperskich ludowego Wojska Polskiego.

## Formowanie i zmiany organizacyjne
Brygada została sformowana we wrześniu i październiku 1944 w Firleju pod Lubartowem i okolicach na podstawie rozkazu nr 08 Naczelnego Dowództwa Wojska Polskiego z 20 sierpnia 1944 jako jednostka 2 Armii WP.
Sztandar ufundowany przez społeczeństwo Poznania wręczono 27 grudnia 1945 w Poznaniu.
Brygada została odznaczona Krzyżem Grunwaldu III klasy, Orderem Aleksandra Newskiego, Orderem Sztandar Pracy II klasy. Za zasługi w działaniach wojennych wyróżniona mianem „Łużycka”.
22 stycznia 1946 brygada przeformowana została w 4 Łużycki pułk saperów, a 4 kwietnia 1966 ponownie sformowano brygadę.
Stacjonowała: w Toruniu od czerwca do września 1945, w Brzegu do listopada 1945, potem w Poznaniu, a od czerwca 1947 w Gorzowie Wielkopolskim.

## Struktura organizacyjna
Skład
- Dowództwo i sztab
- 25 batalion saperów
- 28 batalion saperów
- 30 batalion saperów
- 32 batalion saperów
- kompania sztabowa
- kompania zwiadowcza
- pluton sanitarny
- park lekkich przepraw
- 3071 stacja poczty polowej

Stan etatowy liczył 1382 żołnierzy, w tym 152 oficerów, 336 podoficerów i 894 szeregowych.
sprzęt:
- park przeprawowy NLP – 1
- kuter BMK – 1
- samochody – 70
- min – 483

## Organizacja pododdziałów i szkolenie
Dowódca 2 Armii WP ustalił miejsca i terminy formowania. Sztab brygady w m. Firlej. Brygada miała być sformowana do 15 września 1944. Miejsca formowania pododdziałów:
- 25 bsap – majątek Budy, 4 km na zachód od m. Firlej,
- 28 bsap – szkoła w Firleju,
- 30 bsap – m. Serock, 1 km na północny zachód od m. Firlej,
- 32 bsap – m. Łukowiec, 2 km na północ od m. Firlej,
- kompania zwiadu – m. Firlej.

Formowaniem brygady kierował początkowo mjr Włodzimierz Rudewicz z kilkoma oficerami sowieckimi i młodymi oficerami Polakami, absolwentami moskiewskiej Oficerskiej Szkoły Wojsk Inżynieryjnych i Centralnej Szkoły Podchorążych Polskich Sił Zbrojnych w Riazaniu. 15 września 1944 dowództwo brygady objął płk Aleksander Swadkowski, mjr Rudewicz został szefem sztabu brygady. Pierwsze uzupełnienie brygada dostała 8 września – 190 żołnierzy. Byli to poborowi z Lubelszczyzny i Polesia, kilkunastu z Warszawy. Wśród Polesiuków było wielu cieśli bardzo przydatnych w saperskim rzemiośle. 12 września brygada liczyła już 47 oficerów, 52 podoficerów i 480 szeregowych. Zorganizowano 25 i 28 bsap. 20 i 21 września przyszło drugie uzupełnienie – 690 ludzi. Powstały 30 i 32 bsap i kompania zwiadu. 30 września brygada liczyła: etat 1568, stan 1234 (braki: 107 oficerów, 102 podoficerów i 125 szeregowych). W pierwszym etapie formowania i szkolenia brak było oficerów liniowych i podoficerów. W kompaniach było po 1-2 oficerów. Zmuszało to do prowadzenia zajęć całymi kompaniami. Chcąc wzmocnić kadrowo brygadę, dowódca Wojsk Inż-sap. 2 Armii WP płk Jan Gaber polecił zorganizowanie 20-dniowego kursu dla podoficerów, którzy wcześniej służyli w innych rodzajach wojsk i którzy po kursie objęli stanowiska dowódców plutonów.
Ze względu na złe warunki szkolenia w okolicach m. Firlej zdecydowano brygadę przegrupować do m. Brzozowica Duża, na wschód od Łukowa. Brygada przeszła do nowego rejonu 15 października 1944 (ze względu na nieprzygotowany rejon saperzy musieli wykonać 77 ziemianek).
25 października zakończono okres unitarny i odbyła się uroczysta przysięga.
1 stycznia 1945 brygada liczyła: etat 1568, stan 1470 ludzi (brak 30 oficerów, 14 podoficerów i 54 szeregowych). Od 1 stycznia 1945 rozpoczęto szkolenie specjalistyczne w pododdziałach. Pierwsze kompanie w batalionach specjalizowały się w minerstwie (1 pluton – rozpoznanie inżynieryjne, 2 pluton – minerstwo, 3 pluton – fortyfikacje i drogi), drugie kompanie – przeprawowe, trzecie kompanie – oddziały zaporowe (stawianie pól minowych). Jednocześnie bataliony przygotowywały się do wykonywania zadań zabezpieczenia inżynieryjnego. W celu przygotowania minerskiego zorganizowano w brygadzie kilka kursów: trzy kursy instruktorów minerów, kursy dla dowódców plutonów minerskich, kursy rozpoznania, kurs dowódców kompanii działających jako oddziały zaporowe. W styczniu 1945 szkolenie brygady zostało zakończone. Brygada odczuwała cały czas brak sprzętu inżynieryjnego, brakowało literatury fachowej szczególnie w języku polskim. W batalionach prowadzono ćwiczenia zgrywające. Ćwiczenia taktyczno-inżynieryjne prowadzono na tle sytuacji taktycznej. Pod nadzorem dowódcy brygady szkolili się także oficerowie. Zasadnicze zagadnienia szkolenia na wszystkich szczeblach to inżynieryjne zabezpieczenia działań dywizji piechoty i oddziałów pancernych, zabezpieczenie i wprowadzenie w wyłom korpusu pancernego. W styczniowym szkoleniu wprowadzono przedmioty ogólnowojskowe. Wprowadzono jednolity system szkolenia specjalistycznego w batalionach. Największą liczbę godzin przeznaczano na szkolenie taktyczne, przedmioty saperskie doskonalono. Szkolenie trwało po 12 godz. dziennie, w soboty po 10 godz. Okres szkolenia brygada zakończyła 27 stycznia 1945 4 Brygada mogła działać na korzyść trzech dywizji, przy założeniu, że jeden batalion pozostawał w odwodzie armii. Mając 1 park pontonowy, brygada mogła zbudować tylko 160 mb. mostu pontonowego o nośności 16 ton.

## Przemarsz na front i działania bojowe
Jeszcze przed wejściem na szlak bojowy saperzy 4 BSap rozminowywali Warszawę w okresie 2-22 lutego 1945. Był to „chrzest bojowy” brygady. 2 Armia Wojska Polskiego, w skład której wchodziła 4 BSap, podlegała operacyjnie od 21 lutego 1945 1 Frontowi Białoruskiemu. Miała zadanie do 13 marca przegrupować się do rejonu: Piła, Krzyż, Czarnków i wejść w skład II rzutu frontu. 28 stycznia 4 BSap wymaszerowała z Brzozowicy Dużej do Warszawy. 148-kilometrowy marsz wiódł przez: Łuków, Stoczek Łukowski, Latowicz, Siennicę, Mińsk Mazowiecki. Warszawę brygada miała osiągnąć do 1 lutego 1945 i w dniu tym o godz. 13.00 wkroczyła na Pragę, a od 2 lutego weszła do dyspozycji szefa Miejskiego Sztabu Rozminowania Warszawy. Do 20 lutego rozminowywała Warszawę, po czym z powrotem weszła w skład 2 Armii WP. W tym czasie saperzy sprawdzili 1630 ważnych obiektów i budynków, rozminowali 53 km dróg i ulic, zdjęli i zniszczyli 44 miny ppanc., 3129 min ppiech., 70 min niespodzianek, 561 bomb lotniczych i 2057 różnych pocisków.
Brygada częścią swoich sił zabezpieczała przemarsz związków taktycznych armii. 25 bsap podporządkowano 5 DP, 30 bsap 8 DP. 30 bsap w czasie przemarszu między Aleksandrowem a Toruniem wybudował dwa mosty 60 t. nad rowami ppanc. Bataliony 25 i 30 prowadziły rozpoznanie dróg i rejonów pośrednich ześrodkowań. Wykonywały prace związane z naprawą i utrzymaniem dróg i węzłów drogowych, usuwały miny. 25 bsap dołączył do brygady 12 marca, a 30 bsap 16 marca. Główne siły brygady od 22-26 lutego przegrupowały się z Warszawy do Kutna. Park pontonowy brygady ze względu na brak paliwa dołączył do brygady 23 lutego w Kutnie. Brygada w Kutnie stacjonowała do 1 marca. Czas ten wykorzystano na szkolenie i naprawę sprzętu. 1 marca brygada rozpoczęła przegrupowanie do nowego rejonu ześrodkowania w m. Romanowo Górne po trasie: Kutno, Koło, Słupca, Witkowo, Gniezno, Wągrowiec, Chodzież i 9 marca osiągnęła rejon. Po dwóch dniach odpoczynku przegrupowała się 12 marca przez Drawsko, Drezdenko do rejonu Gardzko – 5 km na wschód od Strzelec Krajeńskich. Tam przebywała do 20 marca, prowadząc szkolenie.
Od 19 marca 2 Armia WP została podporządkowana operacyjnie 1 Frontowi Ukraińskiemu (1 FU). 4 BSap była jedynym saperskim związkiem taktycznym 2 AWP. W związku z nowym podporządkowaniem 2 AWP miała przegrupować się nad Nysę Łużycką, zluzować 13 Armię sowiecką i przygotować się do operacji zaczepnej na lewym skrzydle frontu, w kierunku na Rothenburg, Budziszyn, Drezno. W związku z nowymi zadaniami armii 4 BSap miała przegrupować się po marszrucie Drezdenko, Międzychód, Grodzisk Wielkopolski, Kościan, Kąkolewo w okresie 21-25 marca. Droga szła środkiem ugrupowania armii. Po przybyciu do Kąkolewa 4 BSap nakazano przegrupowanie do m. Siedlec – 12 km na płn od Wrocławia, który osiągnęła 28 marca. Tam brygada szkoliła się do 3 kwietnia na tematy związane z zabezpieczeniem inżynieryjnym operacji zaczepnej armii. 28 bsap wykonywał stanowisko dowodzenia armii. W tym czasie 2 AWP przegrupowała się do rej. Trzebnicy, będąc w II rzucie wojsk nacierających na Wrocław.
2 AWP miała wejść do walk o Wrocław. 4 kwietnia 2 AWP zadanie zamieniono i otrzymała rozkaz wejścia do I rzutu 1 FU i wzięcia udziału w operacji berlińskiej. Od 4-9 kwietnia związki taktyczne i oddziały 2 AWP przegrupowywały się do lasów na zachód i północ od Bolesławca, a w nocy 10/11 kwietnia zluzowały 13 Armię sowiecką nad Nysą Łużycką. Zadaniem 2 AWP było sforsowanie Nysy i rozwinięcie natarcia na Niesky, Welke, Drezno w celu zabezpieczenia wspólnie z 52 Armią zgrupowania uderzeniowego 1 FU. Powodowało to konieczność przegrupowania nad Nysę. 4 BSap 4 kwietnia rozpoczęła przemarsz przez Oborniki Śl., Wołów, Ścinawę, Lubin, Żabice, Chocianów, Gromadkę, Trzebień, Luboszów, aby 8 kwietnia rozmieścić się w m. Kowalice. Długość trasy 160 km. Oddziały maszerowały tylko nocą. Obowiązywało staranne maskowanie w czasie marszów i odpoczynków. Od 9 kwietnia rozpoczęło się wzmożone przygotowanie do operacji zaczepnej w ramach przygotowania 2 AWP.
Zadania wojsk saperskich określał plan operacyjny 2 AWP z 12 kwietnia 1945. Na okres operacji 2 AWP dostała wsparcie trzech jednostek saperskich Armii Czerwonej: 105 i 108 zmotoryzowanego szturmowego batalionu inżynieryjnego i 125 samodzielnego zmotoryzowanego bpont-most. Plan przewidywał trzy okresy realizacji zadań: przygotowawczy, w okresie artyleryjskiego przygotowania, w okresie natarcia i wykonywania zadania bliższego. Wobec czekającego forsowania Nysy brygada i dywizyjne bataliony saperów rozpoczęły przygotowanie środków przeprawowych. W pasie działania było wiele rzek o kierunku południkowym oraz jezior i stawów połączonych kanałami. Największa przeszkodą była Nysa (szer. 20–40 m, głębokość 1,2-2,5 m, wysokość brzegów zachodnich 1,5-2,5 m). Oprócz niej było jeszcze Sprewa. Warunki terenowe pozwalały Niemcom na fortyfikacyjną rozbudowę obrony. Obrona składała się z trzech pozycji i pozycji ryglowej. W czasie natarcia nieprzyjaciel rozbudowywał czwartą pozycję. Do 13 kwietnia wszystkie bataliony z wyjątkiem 32 bsap miały wykonać po 100 łodzi SDŁ, 32 bsap miał przygotować budulec na 60 m mostu niskowodnego pod obciążenie 60 t. 14 kwietnia brygada otrzymała park pontonowy DLP (drewniany lekki park). 15 kwietnia bataliony saperów wykonały zadania przygotowawcze. Dla zapewnienia sprawnego wykonania zadań w natarciu przez saperów wyznaczono dwie grupy operacyjne. Jedna koordynowała działania 25 i 30 bsap, druga 28 i 32 bsap. Na godzinę przed przygotowaniem artyleryjskim grupy saperów wykonały przejścia w zaporach minowych własnych i nieprzyjaciela. 1 kompania 25 bsap wykonała 3 przejścia na korzyść 8 DP, 2 komp. 25 bsap wykonała most 5 t przez Nysę na łodziach SDŁ o długości 37 m.
16 kwietnia o godz. 6.15 rozpoczęło się natarcie.
- Po sforsowaniu Nysy na odcinku 8 DP 2 komp. 25 bsap zbudowała kolejny most na łodziach SDŁ. 30 bsap, zabezpieczając 9 DP, w nocy z 15/16 kwietnia wybudował most 20 t długości 32 m. 1 komp. 30 bsap zbudowała jeszcze jeden most o nośności 7 t i długości 32 m. Po sforsowaniu Nysy 30 bsap rozpoczął zabezpieczenie natarcia dywizji. 28 i 32 bsap zabezpieczały marsz 1 Korpusu Pancernego. 32 bsap, zabezpieczając marsz 1 KPanc, wykonał w nocy 15/16 150 mb. drogi, zabezpieczając podejście do przeprawy. Urządził także zjazd do mostu zbudowanego przez sowiecki 105 zbsap. Po przeprawieniu się oddziałów saperzy przystąpili do wykonywania przejść dla czołgów w polach minowych na lewym brzegu Nysy. Batalion urządził 800 mb. drogi na przełaj i wykonał trzy objazdy uszkodzonych odcinków.
- W drugim dniu operacji, 17 kwietnia 2 AWP na głównym kierunku uderzenia przełamała trzecią rubież obrony. Bataliony saperów 4 BSap działały: 25 bsap z 8 DP, 30 z 9 DP, 28 i 32 z 1 KPanc, budując mosty, organizując przeprawy i pomagając wprowadzić oddziały do walki.
- 18 kwietnia 2 AWP kontynuowała natarcie na Budziszyn. Bataliony zabezpieczały związki taktyczne jak w dniu poprzednim. Wobec zagrożenia uderzenia na odsłonięte skrzydło 8 DP, saperzy 25 bsap zabezpieczyli je działaniami oddziału zaporowego (OZap), stawiając ppanc pole minowe. 28 bsap utrzymywał drogę dla 1 KPanc. Po wprowadzeniu korpusu do walki został skierowany do 5 DP celem torowania przejść w polach minowych oraz utrzymania dróg. 30 bsap pozostawał w 9 DP, rozgradzał i utrzymywał drogi dowozu i ewakuacji. 32 bsap występował jako OZap.
- 19 kwietnia 2 AWP kontynuowała działania na Budziszyn. 25 bsap w składzie 8 DP zabezpieczał skrzydło dywizji, organizował oddział zaporowy, wysłał dwa oddziały saperów z rusznicami ppanc na skrzydło. 28 bsap wykonywał działania na korzyść 5 DP, zbudował most niskowodny o długości 27 m, utrzymywał drogę dywizyjną, naprawił 250 mb. drogi i usunął 6800 mb. zawałów. 30 bsap zabezpieczał 9 DP. 32 bsap wykonywał zadania inżynieryjne, biorąc udział w odpieraniu kontrataków.
- 20 kwietnia 2 AWP kontynuowała natarcie na Drezno. Bataliony brygady działały w dotychczasowych ugrupowaniach. 25 bsap ustawił siedem ppanc pól minowych, osłaniając skrzydło. 28 bsap koncentrował swój wysiłek na kierunku 17 pp na drodze dywizyjnej, zbudował przeprawę dla czołgów i most niskowodny na Sprewie. 30 bsap utrzymywał drogę dowozu i ewakuacji 9 DP. Wzmocnił most na Sprewie i zbudował następny most. Zorganizował dwie przeprawy dla czołgów. 32 bsap wobec groźby kontrnatarcia Niemców zaminował mosty na Nysie.
- 21-22 kwietnia bataliony zabezpieczały związki taktyczne, do których były przydzielone. 25 bsap działał z 8 DP i utrzymywał drogę dywizyjną, 28 bsap realizował działania na korzyść 17 pp 9 DP, który przeszedł do obrony, 30 bsap utrzymywał armijną drogę dowozu i ewakuacji, 32 bsap pozostawał nad Nysą.

W nocy 22/23 kwietnia południowe zgrupowanie niemieckie dokonało wyłomu w postaci klina, którego podstawa znajdowała się w południowej części pasa działania 2 Armii. Niemcy uzyskali dalszy sukces na kierunku Budziszyna. 9 DP została odcięta od sił głównych 2 AWP. 25 kwietnia zgodnie z rozkazem dowódcy 1 Frontu Ukraińskiego marszałka Iwana Koniewa 2 AWP przeszła do obrony. Związki taktyczne i oddziały Armii wchodzące w skład budziszyńskiego zgrupowania obronnego doskonaliły obronę i dokonywały niezbędnych przesunięć sił i środków. 4 BSap zmieniła miejsce dyslokacji. Dalej działała na korzyść dywizji, pozostawiając bataliony w dotychczasowym podporządkowaniu.
- 26-28 kwietnia: 25 bsap w ugrupowaniu 8 DP minował drogi, organizując jednocześnie obronę, uczestniczył także bezpośrednio w obronie. 28 bsap zabezpieczał 5 DP i rozbudowywał obronę. 30 bsap w 9 DP organizował obronę, minując odcinki. 32 bsap pozostawał nad Nysą.
- 29 kwietnia pododdziały saperów uczestniczyły w organizacji obrony. Armia zmniejszyła wyłom do 5 km. 25 bsap w 8 DP, 28 bsap OZap armii, 30 bsap w dyspozycji dowódcy wojsk inżynieryjnych armii, 32 bsap rozczłonkowany: 1 komp. ochraniała mosty na Nysie, siły główne w podporządkowaniu 5 DP.
- 30 kwietnia: 25 bsap w 8 DP, wykonywał prace fortyfikacyjne i minersko-zaporowe. 28 bsap działał jako OZap, został skierowany do 10 DP. 30 bsap jak poprzednio, ustawił 10 pól minowych i wykonał 7 zawałów leśnych na podejściach do obrony.
- 2-5 kwietnia działania saperów 4 BSap miały charakter obronny. 25 bsap w 8 DP, wykonywał prace fortyfikacyjne. 28 bsap usuwał zapory, utrzymywał armijną drogę. 30 bsap sprawdzał drogę armijną. 32 bsap minował drogi na kierunkach możliwego uderzenia czołgów.

4 maja 2 AWP otrzymała dyrektywę zniszczenia drezdeńsko-zgorzeleckiego zgrupowania nieprzyjaciela we współdziałaniu z armiami sowieckimi. Początek natarcia wyznaczono na 7 maja, koniec po 4 dniach. Głębokość operacji 40 km. Operacja miała charakter pomocniczy dla 1 FU, biorącego udział w operacji berlińskiej. Do zadań saperów należało: torowanie dróg, osłona skrzydeł swoich związków taktycznych i oddziałów, rozminowywanie obiektów i terenów, rozpoznanie inżynieryjne. Teren w pasie działania 2 AWP przedzielały równoleżnikowo góry Saskiej Szwajcarii, których północna strona nie sprzyjała natarciu, południowa była zaś z dobrą siecią dróg i małymi masywami leśnymi. Saperzy 4 BSap zakończyli przygotowania do operacji 5 maja. 30 bsap miał wspierać 9 DP, 32 bsap w ugrupowaniu 5 DP, 25 i 28 bsap stanowiły odwód dowódcy armii. Z nich miały być stworzone dwa OZap. 4 BSap otrzymała zadanie budowy stanowiska obserwacyjnego dowódcy armii. 7 maja w godzinach rannych 1 Armia WP i 28 Armia sowiecka przeszły do natarcia. Natarcie od samego początku miało powodzenie.
- 4 BSap wykonywała zadania batalionami: 25 bsap w ugrupowaniu brygady, rozpoznawał drogi i był w gotowości do użycia jako OZap. 28 bsap utrzymywał drogę armijną, zdejmując miny. 30 bsap w ugrupowaniu 9 DP utrzymywał drogi dywizyjne. 32 bsap w dyspozycji 5 DP zabezpieczał działania pułków I rzutu – 15 i 17 pp.
- 8 maja działania 4 BSap nie zmieniły się w stosunku do dnia poprzedniego. 28 bsap minował manewrowo lewe skrzydło 5 DP i wybudował most 60 t o długości 10 m. 32 bsap siłami dwóch kompanii zabezpieczał natarcie 15 i 17 pp.

8 maja w godzinach popołudniowych dowódca 2 AWP gen Karol Świerczewski otrzymał warunki omawiające kapitulację III Rzeszy i zadanie kontynuowania natarcia.
- 9 maja zadania 4 BSap: 25 i 28 bsap utrzymywały drogi armijne 30 bsap w ugrupowaniu 9 DP. 32 bsap zabezpieczał 5 DP.
- 10 maja pododdziały saperów 4 BSap kontynuowały zadania 2 AWP.

2 AWP kontynuowała pościg w kierunku południowym, w rezultacie czego do końca dnia dywizje I rzutów osiągnęły Łabę na odcinku: Litomerice – Mielnik. 10 maja o godz. 10.00 2 AWP przerwała działania bojowe zgodnie z dyrektywą operacyjną dowódcy 1 FU.
11 maja 1945 w myśl zarządzenia dowódcy wojsk inżynieryjno-saperskich 2 Armii WP, płk Jana Gabera 4 BSap zakończyła działania bojowe. W czasie działań bojowych saperzy 4 BSap zbudowali 18 mostów pontonowych i niskowodnych oraz odbudowali 3 mosty stałe.
12 maja 4 BSap rozpoczęła 310 km powrót do kraju. Po powrocie do Polski od 20 maja 1945 była skoncentrowana w Zbytowie. Od 21 maja Brygada rozpoczęła przygotowanie do rozminowania Polski.

## Okres powojenny

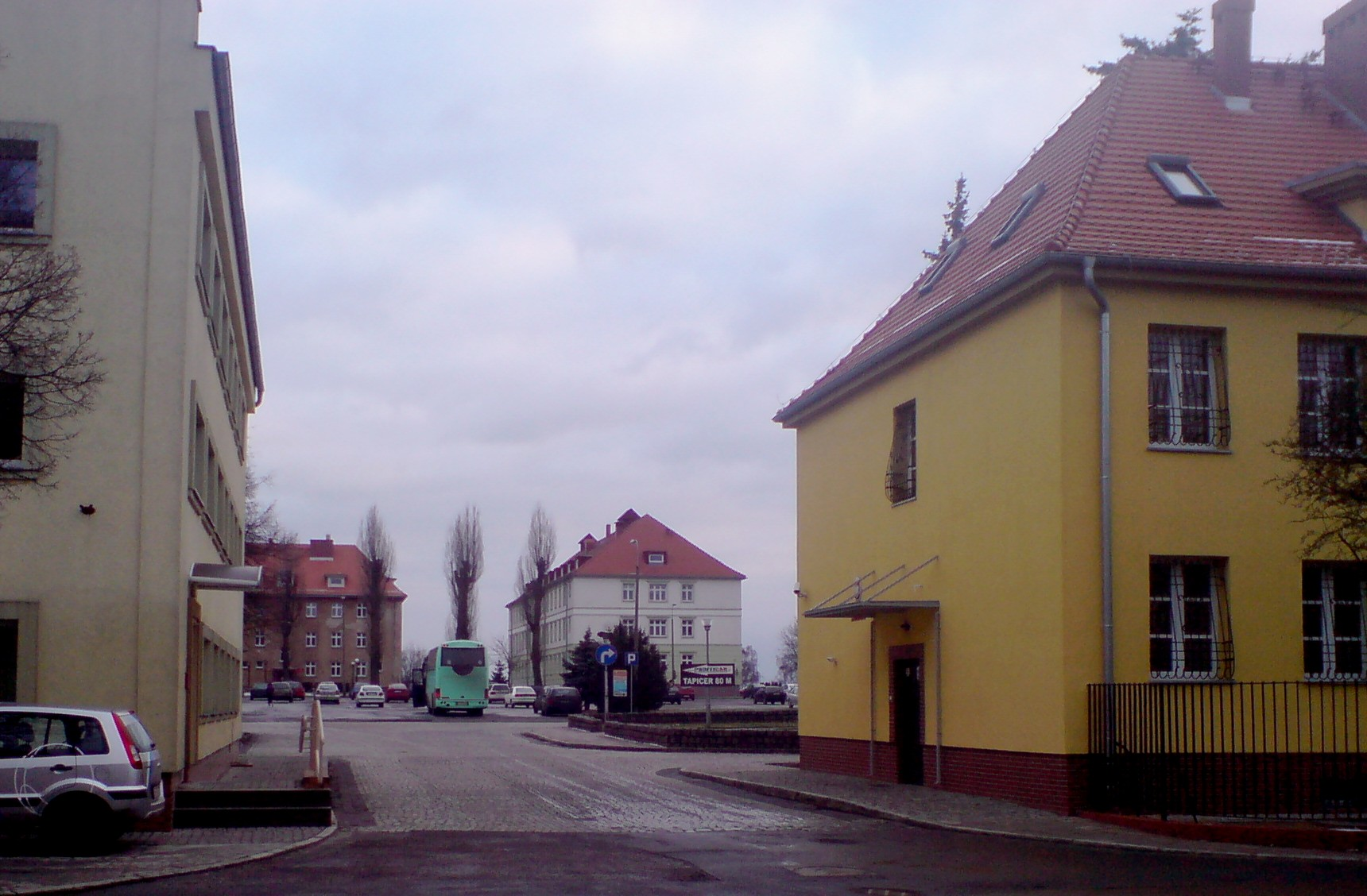
W tych koszarach stacjonowała brygada

### Rozminowanie
Już jesienią 1944 w 4 BSap zorganizowano dla wszystkich oddziałów saperów 2 Armii WP kilka pięciodniowych armijnych kursów instruktorów-minerów, celem przygotowania saperów do rozminowania. W okresie 20 października 1944 – 13 stycznia 1945 jednostki saperskie WP prowadziły szkolenie w zakresie rozminowania dużych miast. Oficerowie, zgodnie z rozkazem dowódcy Wojsk Inżynieryjnych WP doskonalili swoje umiejętności w 1 Samodzielnej Brygadzie Saperów Gwardii 1 FB. W szkoleniu kładziono główny nacisk na opanowanie zasad rozminowania dużych miast z myślą o Warszawie. W okresie rozminowania Warszawy w 1944 4 BSap była rozmieszczona przy ul. Pogodnej 2 i zorganizowała 4 rejonowe sztaby rozminowania:
- 25 bsap (dowódca kpt. Teodor Ambroziewicz) rozminowywał powtórnie rejony po 24 i 26 bsap 2 BSap. Obszar obejmował Śródmieście między ulicami: Świętokrzyską, Pańską, Szczęśliwicką, Opaczewską, Rakowiecką, al. Niepodległości, al. Wyzwolenia, Al. Ujazdowskimi i Nowym Światem.
- 28 bsap (dowódca kpt. Stefan Kozłow) rozminowywał obiekty położone w pobliżu placu Unii Lubelskiej, park Łazienkowski i Belweder. Następnie rejon przekazał 30 i 32 bsap i rozpoczął remont obiektów dla rządu RP.
- 30 bsap (dowódca kpt. Antoni Pluto) oczyszczał Powiśle Czerniakowskie w granicach ulic: Kępa Czerniakowska, Górnośląska, Al. Ujazdowskie, Belwederska, Magnuszewska, Siekierki.
- 32 bsap (dowódca kpt. Arkadiusz Tepper) rozminowywał Czerniaków, Augustówkę oraz rejon ograniczony od zachodu ul. Sobieskiego do Wisły.
- ponadto brygada rozminowywała wały nadwiślańskie na odcinku od Nowy Dwór Mazowiecki – Góra Kalwaria oraz ochraniała most drewniany w Warszawie przed wiosennym spływem kry (most naprzeciw ul. Karowej).

W okresie 2-20 lutego 1945 saperzy 4 BSap sprawdzili w Warszawie 48 km² obszaru, rozminowali 1503 budynki, 53,4 km dróg i ulic i 24 km sieci kanalizacyjnej, zdjęli: 44 miny ppanc., 3129 min ppiech., zniszczyli 561 bomb lotniczych, 449 pocisków artyleryjskich, 389 min moździerzowych, 1011 granatów, zebrano 261 bomb lotniczych, 2057 pocisków artyleryjskich, 389 min moździerzowych i ponad 1000 granatów.
28 lutego 1945 ukazał się rozkaz Naczelnego Dowódcy WP nr 032 w sprawie przeprowadzenia ogólnego rozminowania oswobodzonych terenów RP. Nakazywał on 2 i 5 BSap, 3 BPont-Most, 2 zapasowemu psap i saperskim kompaniom 1 i 2 zapasowego pułku piechoty przystąpienie do rozminowania. 5 marca 1945 dowódca Wojsk Inżynieryjnych WP wydał swój rozkaz o rozminowaniu.
23 maja 1945 dowódca Wojsk Inżynieryjnych WP wydał rozkaz nr 044 w sprawie całkowitego rozminowania przez 4 BSap i dywizyjne bataliony saperów 2 Armii WP. 4 BSap po zakończeniu działań wojennych przemaszerowaniu pieszo 700 km (50% z 47 samochodów pozostało ze względu na brak paliwa w Bierutowie) i 31 maja osiągnęła nakazany rejon Stopnica, Busko-Zdrój. Ponieważ mosty przez Wisłę były zniszczone, brygadę przeprawił 32 bsap na promach. Po krótkim odpoczynku przystąpiono do szkolenia kadry, naprawy sprzętu oraz oporządzenia i przygotowaniu do zadań rozminowania. Brygada otrzymała zadanie rozminowania terenów w południowo-wschodniej Polski nad Wisłoką i części przyczółka sandomierskiego. W tym celu skoncentrowała się w rejonie prac 2 BSap i 2 zapasowego psap, od których miała przejąć odcinki i miejscowości z dokumentacją pól minowych. Brygada miała w pierwszej kolejności rozminować sektor wschodni rejonu rozminowania nr 4. Rejon ograniczony: od północy linią rozgraniczenia z 2 BSap, od południa granicą państwową i linią rozgraniczenia z 2 zapasowym psap, od wschodu linią przebiegającą przez Sandomierz – Krosno, na zachodzie po Wrocław. Miała także rozminować zachodnią część przyczółka sandomierskiego, część woj. rzeszowskiego, krakowskiego i katowickiego, a także wschodnie tereny woj. wrocławskiego. Dowódca 4 BSAp miał obowiązek przeszkolenia cywilnych saperów w liczbie 30 minerów w każdym powiecie. Najsilniej zaminowana była w rejonie 4 rubież obrony rozbudowana w 1944 w południowo-wschodniej części Polski, biegnąca od Wisły w rejonie Słupiec przez Radomyśl Wielki i dalej ogólnie nad Wisłoką do Przełęczy Dukielskiej oraz zachodnia część przyczółka sandomierskiego położona na północ od Wisły. Szefem rejonu został wyznaczony płk Aleksander Swadkowski. Zadania dla batalionów określił dowódca brygady w rozkazie nr 0114 z 2 czerwca 1945:
- 25 bsap (dowódca kpt. Filip Borzow) skierowany został w okolice Dukli do rozminowania odcinka zapór od Żmigrodu Nowego do granicy państwa, w tym także rejon Przełęczy Dukielskiej. Stanowisko dowodzenia (SD) batalionu w m. Iwle – 18 km na południe od Krosna.
- 28 bsap (dowódca kpt. Nikołaj Konowałow) skierowany został do m. Potok na płn.-zach. od Krosna z zadaniem rozminowania odcinka od Żmigrodu Nowego do Gogołowa, generalnie okolic Jasła, Krosna i Lublicy, w tym także rejon Przełęczy Dukielskiej.
- 30 bsap (dowódca kpt. Julian Juzenko) ześrodkował się w Pilźnie i miał do rozminowania odcinek od Gogołowa do Radomyśla Wielkiego.
- 32 bsap (dowódca kpt. Arkadiusz Tepper) po zwinięciu przeprawy na Wiśle przemaszerował do Żdżar z zadaniem rozminowania odcinka Radomyśl Wielki – Słupiec nad Wisłą (9 km na wschód od Szczucina).
- sztab 4 BSap z pododdziałami zabezpieczenia w Tarnowie.

Po ześrodkowaniu batalionów w nakazanych rejonach, bataliony nawiązały kontakt z pododdziałami 2 BSap i 2 zapasowego psap. Bataliony otrzymały od swoich poprzedników dokumentację rozminowania. Sztab brygady zakładał, że rozminowanie w tym rejonie potrwa do 1 lipca 1945. W brygadzie przetłumaczono instrukcję „Unieszkodliwienie min i pól minowych podczas całkowitego rozminowania terenu” i przekazano ją do pododdziałów. Nawiązano także kontakty z miejscowymi władzami. W okresie 6-16 czerwca w brygadzie przeprowadzono kursy cywilnych minerów w Jaśle, Tarnowie, Krakowie i Katowicach. 4 BSap przeszkoliła 400 minerów cywilnych.
8 czerwca 1945 4 BSap została włączona w system rozminowania. Już od pierwszych dni były ofiary. 7 czerwca podczas rozpoznania pola minowego zginęło 3 saperów, a 1 został ciężko ranny. 12 czerwca ciężko ranny został dowódca kompanii, dowódca plutonu i jeden saper zginęli. Kilka dni później ciężko ranny został dowódca plutonu i w drodze do szpitala zmarł. W związku z wypadkami rozminowanie przerwano i zrobiono trzydniowe szkolenie z zajęciami pokazowymi. 15 czerwca skierowano na rozkaz gen. S. Lisowskiego 1 kompanię 32 bsap (69 saperów) do Koźla w celu rozminowania portu rzecznego. 21 i 22 czerwca brygadę wizytował gen. Lisowski. Po inspekcji postawił zadania. Nakazał m.in. nie rozminowywać pól na terenach nie przygodnych gospodarczo. Saperzy mieli je ogradzać, oznakowywać i pozostawiać. Zgodnie z tym 25 bsap po wykonaniu pilnych prac zabezpieczeniowych pod koniec lipca zszedł z Przełęczy Dukielskiej i przeszedł w nowy rejon do północnej części sektora wschodniego w powiecie Pińczów i Stopnica. Do końca czerwca brygada usunęła i zniszczyła 156 251 min, bomb i pocisków, zginęło 9 saperów, a 10 zostało ciężko rannych. Wyróżnił się 25 bsap, zdejmując 85 542 miny, bomby i pociski. 9 lipca 4 BSap została wzmocniona 20 bsap (dowódca kpt. Grzegorz Kosarenko) 9 DP, który został przesunięty do Tarnowa. Po pięciodniowym szkoleniu skierowano go do rozminowania w części zachodniej przyczółka sandomierskiego ograniczonego miejscowościami: Szczucin, Staszów, Chmielnik, Busko Zdrój, Nowy Korczyn. W lipcu brygada zlikwidowała 304 812 min, pocisków i bomb. Zginęło 9 saperów, a ciężko rannych zostało 16. W sierpniu odnotowano podobne wyniki. Brygada kończyła prace we wschodnim sektorze. Pracowała w nim od 8 czerwca do 10 września. Bilans prac był wielki: sprawdzono i oczyszczono obszar 20 000 km², 2650 miejscowości w tym 50 miast, 134 zakłady przemysłowe, 9463 km dróg, 654 km linii kolejowych, 675 mostów, 4 lotniska. Zginęło 29 saperów, a 42 zostało ciężko rannych. We wrześniu brygada zaczęła przegrupowywać się do rejonu nr 4 – zachód, obejmującego część Dolnego Śląska, na południe i południowy wschód od Wrocławia. Po przegrupowaniu 4 BSap na Śląsk 20 bsap przeniósł się do Dąbrowy Tarnowskiej, gdzie prowadził sprawdzenie sektora wschodniego poprzednio rozminowywanego przez brygadę. Oczyszczanie Śląska spowodowane było dużą ilością ludzi napływających z przedwojennych wschodnich terenów Polski i koniecznością uruchomienia przemysłu. Zadaniem brygady było rozminowanie tych terenów do 15 listopada, ze szczególnym uwzględnienie pasa Podgórza Sudeckiego. Sztab brygady przeniósł się do Brzegu, a bataliony zostały rozmieszczone:
- 25 bsap miał rozminowywać odcinek: Legnica, Złotoryja, Jelenia Góra, Świdnica, Środa Śląska.
- 32 bsap miał rozminowywać odcinek na wschód od 25 bsap po: Ząbkowice Śląskie, Wrocław i do rzeki Ślęży. Sztab batalionu w Sobótce.
- 30 bsap miał rozminowywać odcinek na wschód od 32 bsap po Otmuchów, Wiązów, Brzeg i dalej wzdłuż lewego brzegu Odry do Wrocławia, Sztab w Strzelinie.
- 28 bsap miał rozminowywać odcinek na wschód od 30 bsap po Nysę, Opole i lewy brzeg Odry od Opola do Oławy. Sztab w Lewinie Brzeskim.

Odcinek 21 bsap 10 DP, który rozminowywał na znacznym obszarze przydzielonym 4 BSap został zwężony o 30–40 km i ciągnął się od granicy państwa z Czechosłowacją. Bataliony 4 BSap przemieszczały się do nowych rejonów pieszo, pokonując odcinek 400 km. Przystępowały do rozminowania od 21 do 29 września. Jednostki nawiązały kontakt z miejscowymi władzami. Wezwano ludność do zgłaszania wojsku znanych pól minowych, składów i niewypałów. Rozminowanie szło tu sprawniej niż nad Wisłoką i Wisłą. Prace w rejonie zakończono 11 listopada. W ciągu 6 tygodni saperzy 4 BSap sprawdzili i rozminowali obszar 9198 km², 1242 miejscowości w tym 33 miasta (Brzeg, Strzelin, Oławę, Niemodlin, Grodków, Świdnicę, Środę Śląską, Jawor i Strzegom), 5700 km dróg, 472 km linii kolejowych, 270 mostów 81 zakładów pracy. Zniszczono 748 235 min oraz 285 573 pocisków i bomb. Najlepszym okazał się 32 bsap, który zlikwidował ponad 240 tys. min i różnej amunicji. Zginęło w brygadzie 4 saperów, a 17 zostało rannych. Łącznie w 1945 4 BSap zdjęła i zniszczyła 1 880 082 min różnych typów, 1 172 912 pocisków, bomb i innych przedmiotów wybuchowych. Dało to 4 BSap trzecie miejsce. Poniosła duże straty: zginęło 68 oficerów, podoficerów i szeregowych, a 83 zostało ciężko rannych. W 1945 w rozminowaniu wyróżnili się: plut. Mieczysław Kosut – zdjął 16 198 min, sap Henryk Bielak – zdjął 15 091 min, saper Stanisław Pisarczyk – zdjął 13 730 min. Najlepsze wyniki w brygadzie osiągnął 30 bsap pod dowództwem mjr Julenko. W drugiej połowie listopada 4 BSap przegrupowała się transportem kolejowym do Poznania.
Jesienią 1945 utworzono okręgi wojskowe. 4 BSap weszła w skład Poznańskiego Okręgu Wojskowego. W okręgach utworzono Wydziały Wojsk Inżynieryjnych, które miały kierować rozminowaniem od 15 listopada 1945.
Ponieważ w okresie rozminowania w 1945 nie wszystkie cele rozminowania zostały osiągnięte, wojska inżynieryjne zostały wsparte w rozminowaniu żołnierzami artylerii, przeznaczonymi do niszczenia amunicji (rozkaz ND WP nr 148 z 7 czerwca 1946). Odpowiedzialność za niszczenie amunicji nieśli inspektorzy artylerii okręgów. W 1946 Brygada została przeformowana w 4 Pułk Saperów. Pułk stacjonował w Gorzowie Wielkopolskim. Rozminowanie w 1946 miało być prowadzone w dwóch okresach: wiosna – od 1.04 – 30.05 i jesień – od 1.09 – 15.11. Oczyszczanie z amunicji i innych przedmiotów wybuchowych miało trwać cały rok. Zima 1945/46 skuła lodem rzeki. Saperzy wiosną skierowani zostali na likwidacje zatorów. W związku z przeformowaniem 15 lutego 1946 4 BSap na 4 pułk saperów (4 psap) stan osobowy pułku został zmniejszony do tysiąca osób (89 oficerów, 163 podoficerów i 748 szeregowych). Stan został zmniejszony o 591 osób w stosunku do brygady. Nastąpiła także demobilizacja najstarszych roczników, w wyniku której odeszli do cywila najbardziej doświadczeni żołnierze. Opuściło także szeregi saperów polskich wielu doświadczonych oficerów sowieckich. Do rozminowania w 1946 przystąpiło 20 jednostek, w tym cztery pułki saperów i 16 batalionów dywizyjnych. 4 psap prowadził rozminowanie na terenie Poznańskiego Okręgu Wojskowego (SOW). 4 psap, którym dowodził płk Franciszek Ozierański działał na obszarze 47 000 km², obejmującym tereny województwa bydgoskiego, miasta: Krzyż i Gorzów Wielkopolski, a na południu tereny nad Wartą i miasta: Koło, Konin, Poznań, Śrem, Kościan, Leszno, Sulechów, Krosno Odrzańskie i Gubin. W rejonie wykryto wiele skupisk min i amunicji. Do ich likwidacji wysłano trzy grupy: pierwsza szkolna kompania do Gubina w celu rozminowania północnego odcinka granicznego nad Odrą, Nysą i Bobrem, drugą do Bydgoszczy celem rozminowania Wisły, kanału Bydgoskiego i Noteci. Pułk pod dowództwem płk. Franciszka Ozierańskiego miał w 1946 największy wkład w rozminowaniu Gubina, do którego została skierowana jedna z kompanii szkolnych. Miała ona za zadanie rozminowanie północnego odcinka ograniczonego rzekami Nysą Łużycką i Bobrem. Rejon Gubina należał do najtrudniejszych, ponieważ pola minowe w okolicy Nysy były zakryte gęstą trawą, a część zasypana piaskiem. 24 kwietnia 1946, na skutek nieostrożności podczas usuwania min SMi-35 zginął jeden saper, a drugi został ranny. 2 maja podczas wyjmowania i grupowania w jednym miejscu znalezionych min typu TMI-43 i RMI-43, nastąpił wybuch, w wyniku którego zginęło trzech żołnierzy, a dwóch zostało rannych. Do rozminowania tzw. „Góry Śmierci” skierowano 200 saperów dowodzonych przez Józefa Dyryndę. Tak wspominał: 

Saperów skierowano tu nieprzypadkowo. Gęsto zaminowane miasto potrzebowało doświadczonych specjalistów. Utajona śmierć czyhała wszędzie. Szczególnie krwawe żniwo zbierała na wzgórzach nad Nysą Łużycką. Wieść o „Górze Śmierci”, z której nikt nie wraca, dotarła do saperów w kilka godzin po zakwaterowaniu. Nieoczekiwanie dla dowódcy zdeprymowała ona starych wiarusów... Teraz, gdy groza wojny odchodziła w przeszłość, oni ciągle jeszcze musieli ocierać się o śmierć. Tu, pod „Górą Śmierci”, osnutą już tragiczną legendą, mocniej niż kiedykolwiek zawładnął nimi instynkt samozachowawczy. Saperzy w miesiąc zmogli „górę...”.

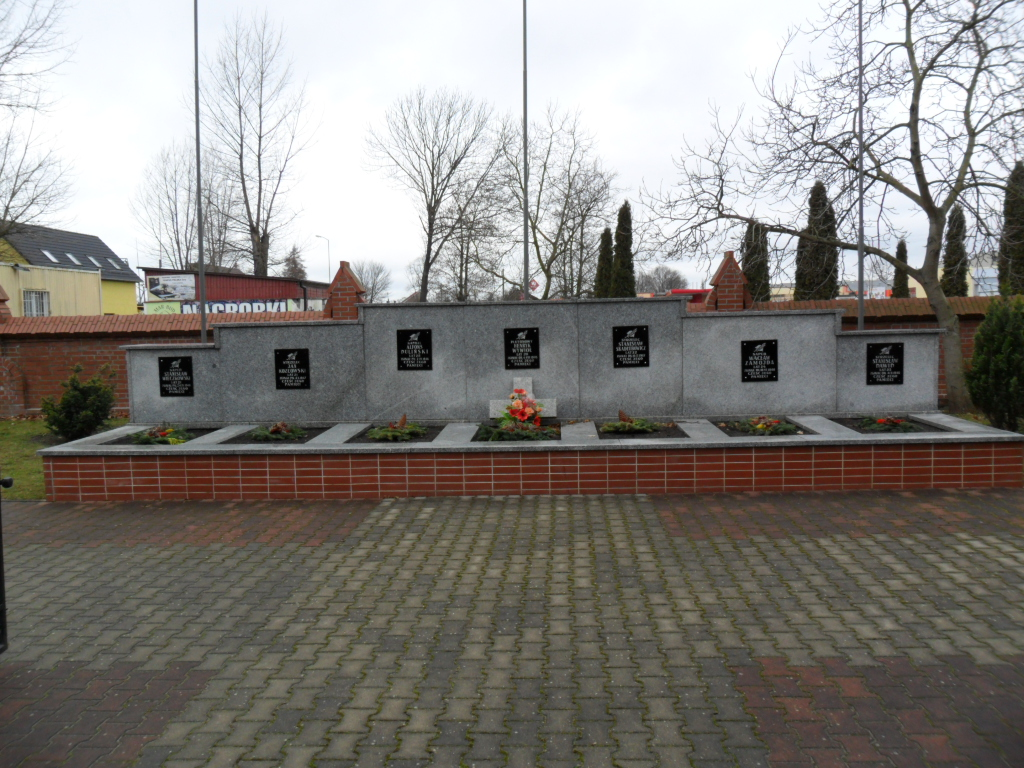
Groby saperów na cmentarzu komunalnym w Gubinie

W okresie od wiosny do listopada 1946 saperzy usunęli i zniszczyli 63 310 min przeciwpiechotnych, 10 333 miny przeciwczołgowe, 1043 bomby lotnicze, 143 894 pociski artyleryjskie, 17 868 granatów ręcznych, 25 876 min moździerzowych. Pluton dowodzony przez plut. Stanisława Sadłowskiego i pluton pod dowództwem plut. Stanisława Kobierackiego podczas prac nad rozminowaniem powiatu gubińskiego osiągnęły najlepsze rezultaty. Bolesław Karpik, Stanisław Fibik i Czesław Soldak okazali się najlepszymi saperami podczas rozminowania. Podczas rozminowania poległo kilku saperów, którzy zostali pochowani na cmentarzu przy ul. Królewskiej. Po ekshumacji zostali przeniesieni na cmentarz komunalny przy ul. Kujawskiej.
2 batalion (dawny 28 bsap) pozostał w Poznaniu ze zdaniem rozminowania zachodniej części okręgu, zwłaszcza dorzecza dolnych biegów Noteci i Warty. W pierwszych dniach maja wysłano grupy zwiadowcze na linie kolejowe na trasach: Bydgoszcz, Piła, Chojnice, Tuchola, Świecie, Bydgoszcz, drugą: Bydgoszcz, Inowrocław, Włocławek, Lipno, Rypin, Nowe Miasto Lubawskie, Grudziądz, Chełmno, Toruń. Wykryły one pola minowe i grupy min nad Wisłą, Kanałem Bydgoskim i Notecią oraz w rejonie: Grudziądza, Świecia, Chełmna i Piły. W maju w kazamatach Cytadeli Poznańskiej znaleziono ok. 250 wagonów amunicji, którą usuwano do końca 1946 również dużo amunicji znaleziono w Gorzowie Wlkp. Jesienią 4 psap likwidował pola minowe w okolicach Krosna i Słubic oraz amunicję nad Odrą. W rejonie pracowały dwie kompanie saperów. Pułk na prośbę kolejarzy sprawdził teren DOKP Poznań, w tym 36 mostów, 60 km torów, węzły kolejowe w Pile i inne stacje. Zlikwidowano miny na trasie: Piła – Szczecinek, Czerwieńsk – Gubin, Krosno Odrzańskie – Gubin, Rzepin – Kostrzyn, Międzyrzecz – Wierzbno. Pułk zdjął i zniszczył 112 532 min, 595 530 pocisków. Straty pułku: śmierć poniosło 7 saperów, 13 zostało rannych. W listopadzie 1945 4 psap przemieszczono do Poznania.
W grudniu 1946 zakończono powtórne rozminowanie na terenie całego kraju. Pod koniec 1946 zaszły zmiany w strukturze Okręgów Wojskowych, co powodowało zmiany organizacyjne i podporządkowanie jednostek. Zima 1946/47 była sroga z dużą ilością śniegu. Rzeki były skute lodem grubości do 1 m. W lutym i marcu 1947 4 psap skierowano do ochrony mostów i walki z zatorami, ratowania ludności i dobytku. Pułk w marcu ochraniał 19 mostów na Odrze, Warcie, Noteci i Nysie. Do rozminowania na terenie kraju skierowano 11 batalionów saperów, każdy po dwie kompanie. Od 7 maja z pułku wysłano do rozminowania 1 bsap (dawny 25 bsap) w składzie dwóch kompanii do Spały z zadaniem rozminowania powiatów: Spała, Końskie, Piotrków Trybunalski, Rawa Mazowiecka, Nowe Miasto i Tomaszów Mazowiecki oraz miasta Łódź. Pod koniec czerwca batalion wzmocniono jedną kompanią i wysłano do Buska Zdroju. Rozminowywał rejon Stopnicy, Nowego Korczyna i wieś Kurozwęki (płd.-zach. część przyczółka sandomierskiego). W sierpniu pracowała tam kompania szkolna w ramach praktyki przyszłych podoficerów. Na początku września dwie kompanie wycofano do pułku. Trzecia kompania pracowała do 17 listopada. Pułk usunął i zniszczył 182 181 min i 62 780 pocisków, bomb i innych przedmiotów wybuchowych. Zużyto 7 t materiału wybuchowego do wysadzenia bomb i pocisków.
W 1948 do rozminowania zostały pola minowe wcześniej rozpoznane, skupiska min w południowo-wschodniej części Polski (pas nadgraniczny, nad Zalewem Wiślanym, w okolicach Braniewa, Ełku i Szczytna), kwatera Hitlera, Przełęcz Dukielska i Przełęcz Łepkowska, a także niesprawdzony rejon Bieszczadów, gdzie w 1947 działała UPA. Główny Inspektor Inżynierii i Saperów gen. Jerzy Bordziłowski postanowił nie kierować na rozminowanie całych batalionów, lecz pododdziały w sile do kompanii saperów. Tylko do Gierłoży i na Przełęcz Dukielską były skierowane całe bataliony. Każda jednostka saperska organizowała grupy (patrole) rozminowania do oczyszczania, przydzielając im zadania na terenach kilku powiatów. W akcje rozminowania zaangażowano w kraju dziesięć batalionów saperów, każdy po ok. 150 saperów. Oddziały saperów działały na terenie swoich okręgów. 4 psap skierował kompanie do Łomży. Pułk prowadził także rozminowanie w woj. poznańskim. Na terenie Polski w 1948 sprawdzono obszar 41 548 km², 779 miejsc założenia min, zdjęto 173 743 miny i 4 461 795 szt amunicji. Zginęło 10 saperów, 14 zostało rannych. w l. 1944–1948 4 BSap (4 psap) zlikwidowały 2 226 000 min i 4 080 000 amunicji. Pułk prowadził także rozminowanie w woj. poznańskim.
W 1949 jak i w latach następnych prac związanych z rozminowaniem było coraz mniej. Koncentrowały one się na rozminowaniu Przełęczy Dukielskiej, Wilczego Szańca, wzdłuż północnej granicy, nad Zalewem Wiślanym, oraz nad Nysą Łużycką. Rozminowanie prowadzono siłami 9 batalionów, do kompanii saperów z batalionu. Było dużo pracy związanej ze zbieraniem i niszczeniem amunicji. Na polecenie gen. J. Bordziłowskiego z 4 psap wysłano 40 żołnierzy w rejon Skarżysko-Kamiennej, gdzie od stycznia do grudnia wywieźli i zniszczyli 2 140 000 różnych środków wybuchowych (przeważnie amunicji) o łącznym ciężarze 1521 ton. Pułk prowadził także rozminowanie w woj. poznańskim. W Polsce rozminowano i sprawdzono 2519 km², 31 miejsc minowania. Straty: 4 zabitych i 3 rannych.
W 1950 pułki i bataliony prowadziły rozminowanie wiosną i jesienią (maj i październik – listopad). Zaangażowano siły 15 batalionów. Oczyszczanie terenów z amunicji i przedmiotów wybuchowych trwało cały rok. Sprawdzono i rozminowano 12 038 km², 112 miejsc minowania, zdjęto 28 122 miny i 3 380 386 pocisków i amunicji. Zginęło 5 saperów i 4 zostało rannych.
W 1951 było podobnie. Zaangażowano siły 10 batalionów. Sprawdzono 1886 km², 2 miejsca minowania, zdjęto 12 493 min, zniszczono 2 615 245 szt amunicji i pocisków.
W 1952 silnie zaminowana była kwatera Hitlera, średnio: rejon Suwałk, nad Zalewem Wiślanym, Przełęcz Dukielska i miejsca w pow. Krosno, w pasie nad granicą zachodnią w pow. Prudnik i nad Nysą Łużycką, w pow. Żary i Żagań. Zaangażowano siły 14 batalionów. Zdjęto 24 843 miny, ok. 1,5 mln szt amunicji i pocisków. Zginęło 5, a rannych zostało 2 saperów.
W 1953 Zaangażowano siły 12 batalionów. Zdjęto 40 527 min, 1 153 703 szt amunicji i pocisków. Zginęło 2, a rannych zostało 9 saperów.
W 1954 Zaangażowano siły 1 batalionów. Zdjęto 24 843 miny, 2 494 358 szt amunicji i pocisków. Zginęło 2, a rannych zostało 6 saperów.
W 1955 Zaangażowano siły 7 batalionów. Zdjęto 10 735 min, 3 157 844 szt amunicji i pocisków. Zginęło 3, a rannych zostało 8 saperów. W l. 1948-1956 4 psap likwidował w każdym niewypały i niewybuchy na terenie województwa poznańskiego.
W 1956 szef Wojsk Inżynieryjnych gen. Włodzimierz Piliński postanowił zakończyć rozminowanie kraju. Rozminowania wymagała Przełęcz Dukielska i część Bieszczadów. Zaplanowano i zorganizowano dwa zgrupowania, jedno do rozminowania Przełęczy – „Krempa”, drugie do rozminowania gór – „Bieszczady”. Obydwa liczyły 1 365 żołnierzy i oficerów. Prace prowadzono od 16-26 kwietnia do 28 maja. Tymi pracami zakończono rozminowanie kraju. W 1956 zaangażowano w rozminowaniu Polski siły 5 batalionów. Zdjęto 26 234 miny, 342 3747 szt amunicji i pocisków. Zginął 1 saper, a rannych zostało 6 saperów. W 1956 pracowały też grupy oczyszczania. Na 400 zgłoszeń zdjęły 527 387 pocisków, bomb i innych przedmiotów wybuchowych. Od 1957 zaczął się okres oczyszczania. Na zakończenie rozminowania minister Obrony Narodowej wydał rozkaz nr 11/MON z 30 stycznia 1957 w którym złożył podziękowania i nagrodził wyróżniające się jednostki i saperów.
W okresie 1944–1994 4 BSap (4 psap) stracił 70 żołnierzy w tym 10 oficerów. 18 saperów brygady zdjęło ponad 10 tys. min, a 37 ponad 4 tys. min.
Po zakończonym rozminowaniu żołnierze brygady zaorywali ugory i je obsiewali. Uczestniczyli w odgruzowaniu miast i osiedli, w pracach żniwnych i wykopkach. Zbudowali 30 mostów i odcinki dróg w różnych regionach kraju. Uczestniczyli w budowie rurociągu „Przyjaźń”, budowali Kaponierę w Poznaniu. Od 1946 brygada brała udział w akcjach powodziowych i przeciwlodowych ochraniając trzy mosty na Wiśle, drogowy i kolejowy w Toruniu oraz kolejowy w Grudziądzu. W 1947 ochraniali 15 mostów na Warcie, Noteci i Odrze. W latach następnych ochraniali mosty na rzekach województwa poznańskiego i zielonogórskiego oraz uczestniczyli w walce z powodziami.
Rozkazem Ministra ON nr 0139/0rg z 1 września 1949 szkolną kompanię oficerów rezerwy saperów przy Oficerskiej Szkole Inżynieryjno-Saperskiej przemianowano na szkolną kompanię oficerów rezerwy saperów Nr 21 i podporządkowano ją dowódcy 4 psap.

### Zadania mobilizacyjne
Plan mobilizacyjny „PM l” zakładał, że 4 pułk saperów sformuje:
- 22 batalion naprawy samochodów armii
- 12 batalion naprawy ciągników i traktorów armii

Natomiast plan mobilizacyjny „PM 53” zakładał, że pułk sformuje:
- dowództwo 4 Łużyckiej BSap[13]
- 115 batalion saperów
- 133 batalion saperów
- 157 batalion saperów
- 183 specjalny batalion saperów
- 145 zmotoryzowany batalion saperów
- 150 kompania zwiadu
- 64 park przeprawowy
- 175 kompania techniczna
- 16 kompania prac elektrycznych,
- 191 kompania budowy SD
- 163 kompania samochodowo-transportowa

## Żołnierze brygady/pułku
Dowódcy
- płk inż. Aleksander Swadkowski (IX 1944 – XII 1945)
- płk Franciszek Ozierański (XII 1945 – I 1950)
- mjr Edward Kozłowski (I – V 1950)
- mjr Wasyl Gonczarow (V 1950 – X 1953)
- mjr Wiktor Boguszewski (X 1953 – I 1956)
- ppłk Edward Kozłowski (I 1956 – XI 1963)
- ppłk Antoni Tymszan (XI 1963 – VII 1964)
- płk Grzegorz Kołaczyk (VII 1964 – VII 1966)
- płk Edward Kozłowski (VII 1966 – VII 1967)
- płk Tadeusz Bełza (VII 1967 – XI 1973)
- płk dypl. Edmund Kubiak (XI 1973 – VII 1975)
- płk dypl. Aleksander Ciupak (VII 1975 – IV 1977)
- płk dypl. Eugeniusz Koblak (V 1977 – V 1983)
- płk dypl. Mikołaj Rokosz (V 1983 – XII 1988)
- płk dypl. Stanisław Żuchowski (od XII 1988 – VII 1998)
- płk Henryk Żaba (VII 1998 – XII 1999)

Odznaczeni Srebrnym Krzyżem Orderu Virtuti Militari
1. por. Edward Kozłowski
2. sierż. Piotr Mundzel
3. chor. Józef Płoniewicz